# الجامعة التونسية للكاراتيه
الجامعة التونسية للكاراتيه أو الجامعة التونسية للكراتي (بالفرنسية: Fédération tunisienne de karaté أو اختصارا FTK)‏ هي الهيئة التي تشرف وتؤطر رياضة الكاراتيه والرياضات التابعة للفنون القتالية بأنواعها في تونس.

الرئيس الحالي للجامعة هو حسن القربي.